# Hombre de Tollund
El Hombre de Tollund (ca. 375-210 a. C.) es el cadáver momificado de un hombre que data aproximadamente del siglo IV a. C., y que se cree que pertenecía a alguno de los pueblos escandinavos, en plena Edad de Hierro prerromana.

## Descubrimiento
El cuerpo fue descubierto el 6 de mayo de 1950 por Amil y Viggo, hermanos, y Grethe Højgaard, esposa del último, cuando se encontraban trabajando cerca de la pequeña localidad de Tollund. Mientras se disponían a extraer turba (una forma de carbón) de una turbera pantanosa, vieron un cuerpo flotando. El hallazgo tuvo lugar en la península de Jutlandia, concretamente en la localidad de Silkeborg, Dinamarca.
En un principio los tres campesinos daneses pensaron que el cuerpo pertenecía a un joven estudiante desaparecido en la zona por aquellas fechas y procedieron a dar aviso a la policía que, a su vez, realizó las gestiones para que el arqueólogo y director general de Museos y Antigüedades y del Museo Nacional de Copenhague, Peter Vilheim Glob (20 de febrero de 1911 - 20 de julio de 1985), examinara la momia.

## Características
- Momificación natural
- Causa de la muerte: fue ahorcado con un cordel de tripa a modo de ritual, en lo que podría considerarse una ofrenda a alguna deidad de los pantanos.
- El hombre tenía 40 años aproximadamente.
- Medía 1,60 m de altura.
- El cuerpo lucía barba corta y tenía colocada una gorra de cuero.

## Conservación

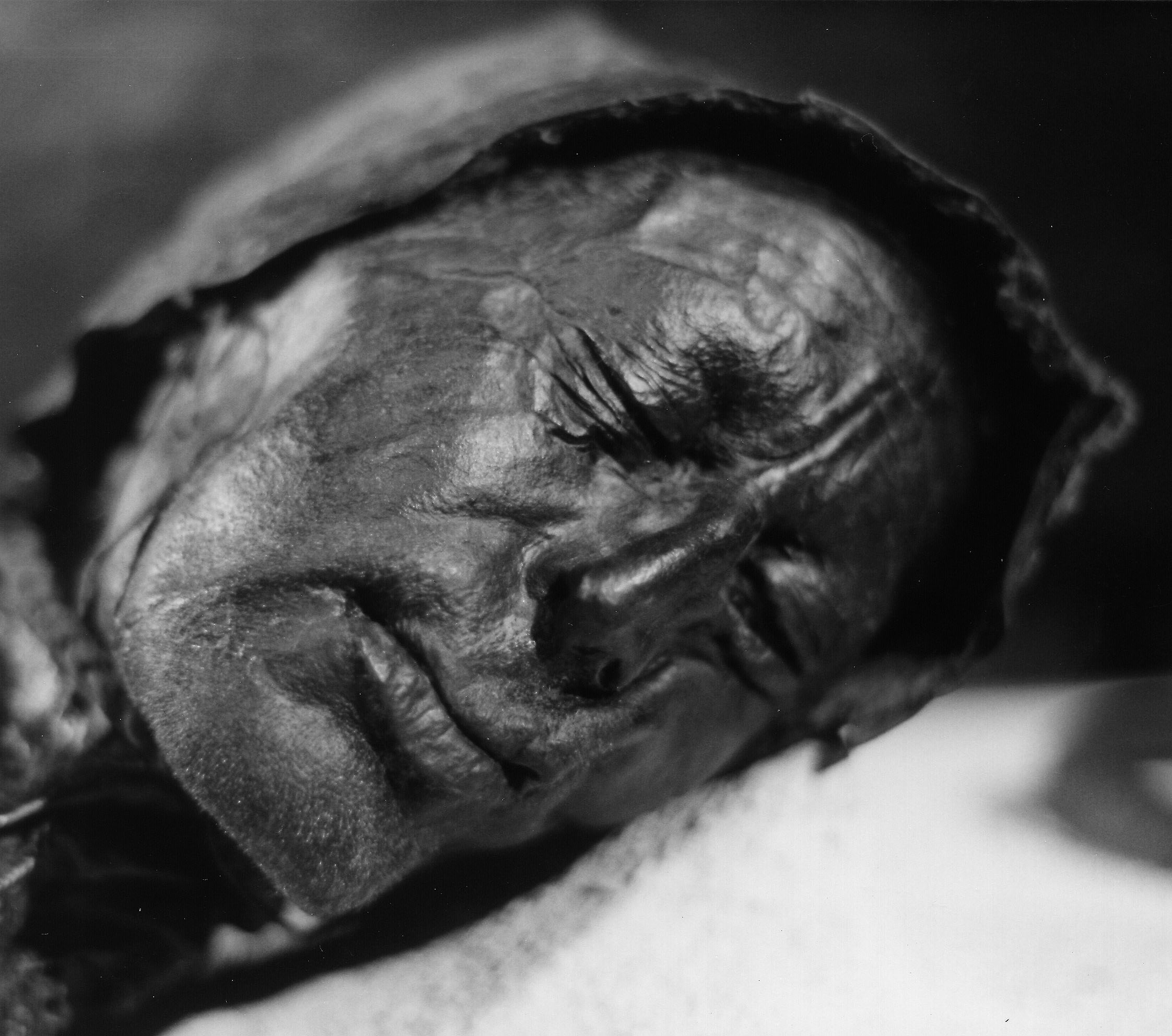
El hombre de Tollund vivió en el

El Hombre de Tollund se encontró en un buen estado de conservación, debido a la protección natural que le otorgó el hecho de haber quedado enterrado dentro de una turbera, aunque actualmente solo se conserva la cabeza del individuo, y los dos pies y un dedo que le fueron cortados para su mejor conservación, ya que en la época de su descubrimiento no se utilizaban las técnicas apropiadas para la conservación completa.
El cuerpo se encuentra depositado en el Museo de Silkeborg.